# Torre di Sant’Orso
Torre di Sant’Orso – szczyt w Alpach Graickich, części Alp Zachodnich. Leży w północnych Włoszech w regionie Dolina Aosty. Należy do Masywu Gran Paradiso. Szczyt można zdobyć ze schroniska Rifugio Vittorio Sella (2588 m). Lodowce pod szczytem to: lodowiec Coupé di Money od zachodu, a od wschodu lodowiec Valeille.
Pierwszego wejścia dokonali E.T. Compton, G. Yeld, F. Pession, A. Pellissier i L. Guichardaz w 1892 r.